# ASC Jeanne d’Arc
Association Sportive et Culturelle Jeanne d’Arc – senegalski klub piłkarski, grający obecnie w pierwszej lidze, mający siedzibę w mieście Dakar, stolicy kraju.

## Historia
Klub Jeanne d’Arc został założony w 1921 roku. Jego nazwę wybrano na cześć Joanny d’Arc. W 1960 po raz pierwszy wywalczył tytuł mistrza Senegalu, czyli w tym samym roku, którym Senegal odzyskał niepodległość. Mistrzem kraju zostawał jeszcze dziewięciokrotnie, a sześciokrotnie zdobywał Puchar Senegalu. W 1998 roku wystąpił w finale Pucharu CAF, w którym przegrał 0:3 i 0:1 z tunezyjskim CS Sfaxien.

## Sukcesy
- 1. liga: 10
  - 1960, 1969, 1973, 1985, 1986, 1988, 1999, 2001, 2002, 2003
- Puchar Senegalu: 6
  - 1962, 1969, 1974, 1980, 1984, 1987
- Puchar CAF:
  - finalista: 1998
- Coupe d'Afrique Occidentale Française: 2
  - 1951, 1952